# Scyllo-Inositol
Le scyllo-inositol est un composé chimique de formule C6H12O6 ; c'est l'un des stéréoisomères de l'inositol. On le trouve naturellement en abondance dans les cocotiers.

## En neurobiologie
Des chercheurs de l'université de Toronto ont découvert que le scyllo-inositol est susceptible de bloquer le développement des plaques β-amyloïde (Aβ) dans le cerveau de souris transgéniques. Le scyllo-inositol aurait également pour effet de résorber les pertes de mémoire, de réduire la formation des plaques séniles Aβ et d'alléger les symptômes associés à l'accumulation des protéines Aβ chez ces souris.

## En biologie marine
En 2017 a été présenté à la télévision un film documentaire intitulé Abysses – La vie dans les profondeurs extrêmes. Dans ce film un biologiste marin Paul Yancey, répond à la question Comment les animaux marins peuvent-ils vivre dans des profondeurs extrêmes ? C’est par l’accumulation de deux substances chimiques qu’ils y arrivent. La première est l’oxyde de triméthylamine (TMAO en anglais) qui tient à distance les molécules d’eau autour des protéines. La deuxième substance est le scyllo-inositol dont les petites molécules planes séparent les protéines entre elles. Cela permet de vivre aux animaux marins, au-delà d’une profondeur de 6 500 mètres et jusqu'au plus profond de la Fosse des Mariannes où à la profondeur de 10 000 mètres il y a une pression d'eau d'une tonne, et où ont été découverts des organismes vivants comme des holoturies (ou concombres de mer) et des amphipodes.